# Rośliny alternatywne
Rośliny alternatywne – popularne określenie grupy roślin, będących alternatywą lub uzupełnieniem podstawowych gatunków w produkcji roślinnej.

## Do nich zalicza się gatunki
- stanowiące substytuty surowców roślinnych, np. nasiona szarłatu wyniosłego zamiast ziarna zbóż,
- zwiększające różnorodność pokarmu, np. szarłat wyniosły, komosa ryżowa, ciecierzyca pospolita, cibora jadalna, topinambur,
- jako odnawialne surowce przemysłowe, np. rośliny oleiste syntetyzujące kwasy tłuszczowe przydatne dla przemysłu chemicznego,
- jako odnawialne źródła energii, np. rośliny oleiste wykorzystywane do produkcji oleju napędowego, rośliny skrobiowe do wytwarzania etanolu oraz biomasa do produkcji paliw stanowiących zamiennik węgla,
- zmniejszające szkodliwe oddziaływanie rolnictwa na środowisko, poprzez wprowadzenie do uprawy nowych roślin o mniejszych wymaganiach nawozowych lub współżyjących z bakteriami brodawkowymi, odporniejszych na choroby i szkodniki oraz wytwarzające związki allelopatyczne,
- wykorzystywane do fitoremediacji gleb zdegradowanych, np. wierzba wiciowa.
- adaptujące się do zmiennych warunków klimatycznych (odporne na czynniki stresowe), np. sorgo dwubarwne, proso zwyczajne, miskant olbrzymi, miskant cukrowy oraz szarłat wyniosły.